# Looney Tunes
Looney Tunes es una franquicia de medios de dibujos animados de la compañía Warner Bros., que comenzó en los cines oficialmente en 1930 con el cortometraje Sinkin' in the Bathtub.
A los personajes de dibujos animados más famosos de la Warner a veces se les llama también Looney Toons, sobre todo en conjunto. La expresión «Looney Tunes» (Melodías Locas) es una alusión a las Silly Symphonies (Sinfonías tontas) de Walt Disney.
Desde 1940 hasta 1969, la serie Looney Tunes fue la más popular en las salas de cine.
Por 1968 y 1969, Warner Bros (propiedad de Seven-Arts) decidió añadir color a varios cortos en blanco y negro para su distribución en la televisión y el cine. Estos se pueden encontrar en varias colecciones de dibujos animados de dominio público y en Internet. En 1990, se empezaron a colorear nuevamente los cortos, pero esta vez en computadora; incluso se llegó a colorear la gran mayoría de los cortos en blanco y negro en 1990, 1992 y 1995.

## Historia

### 1929-1969
En 1929, Warner Bros, que gracias a su sistema Vitaphone había impuesto el cine sonoro en Hollywood, compró la disquera Brunswick Records y sus editoras musicales, para así aprovechar el potencial de sus películas musicales. Para promocionar un vasto fondo musical y aprovechando el fenomenal éxito alcanzado por el ratón Mickey Mouse, el estudio hizo un trato con Leon Schlesinger, quien con Rudolf Ising y Hugh Harman (exempleados de Disney) habían formado un estudio de dibujos animados y habían producido una breve animación titulada Bosko, The Talk-Ink Kid, la cual introdujo a Bosko (visualmente idéntico a Mickey o el gato Félix), que sería el primer personaje estelar de la serie.
En 1930 estrenó en cines Sinkin' in the Bathtub, y al tiempo después Bosko sería uno de los personajes más populares de las caricaturas. Sin embargo en 1933, Harman e Ising abandonaron el estudio a consecuencia de una disputa con Schlesinger por una cuestión de presupuesto, se llevarían con ellos los derechos de los personajes que eran de su autoría, pasando a trabajar para MGM. Schlesinger entonces remplazó a Bosko con un niño llamado Buddy que fue un completo fracaso, siendo retirado a mediados de 1935.
Aquel año, había surgido quien se convertiría uno de los grandes personajes estelares de la serie: Porky, presentado con el gato Beans en el corto de Merrie Melodies I Haven't Got a Hat. Para el siguiente corto de los dos personajes, Gold Diggers of '49, esta vez dirigido por el recién llegado Tex Avery, en el cual quedó demostrado no solo el potencial de estrella de Porky (supuestamente el "segundo violín") sino que también el de Avery. A los otros personajes del corto I Haven't Got a Hat, el Búho Oliver (Oliver Owl), la gata Kitty y los perros gemelos Ham y Ex, pasarían a ser personajes secundarios en las aventuras de Beans y Porky, y el propio Beans acabaría relegado, quedando así Porky como la gran estrella del estudio de Schlesinger. Luego vendría el Pato Lucas (Daffy Duck), ideado para romper el molde del papel de tipo corriente metido en situaciones anormales, como era el cometido del Ratón Mickey, Popeye el marino y el propio Porky, cuya caricatura Porky's Duck Hunt (Tex Avery, 1937) sería el debut del alocado plumífero.
Aunque los cortos de comienzos de los años 30 no estaban pensados específicamente para el público infantil, consistían principalmente en números musicales y eran bastante inocentes. Ya para finales de esa década, y gracias a la influencia de Avery y también de Bob Clampett, los dibujos animados pasaron a ser dirigidos a un público más adulto, cambiando la temática. 

En 1940, surgió la mayor estrella del estudio: Bugs Bunny, que apareció por primera vez como tal en A Wild Hare, corto de Merrie Melodies dirigido por Tex Avery y en el que no falta Elmer Gruñón (Elmer Fudd, también introducido aquel año) en una de sus cacerías. A excepción de un "camafeo" en la caricatura Porky Pig's Feat de 1943, Bugs no aparecería en los Looney Tunes hasta el corto Buckaroo Bugs de 1944, año en que Schlesinger se retiró y vendió el estudio a la Warner Bros., quien nombró a Edward Selzer como productor. Su aparente falta de humor habría inspirado a los artistas a realizar algunos importantes cortometrajes.
A mediados de los 60, la Warner cerró el estudio y contrató la producción de caricaturas a DePatie-Freleng (fundada por Friz Freleng y David DePatie). Los cortos de esa etapa pueden reconocerse por sus títulos con gráficos sobre fondo negro y un arreglo disonante de "The Merry-Go-Round Broke Down" (realizada por William Lava) y por el uso de animación limitada al estilo de Hanna-Barbera.
En 1967, el estudio es reabierto con Alex Lovy y Robert McKimson a la cabeza, pero sin los personajes clásicos, siendo reemplazados por "Cool Cat" (una copia de la Pantera Rosa) y "Merlín el Ratón Mago", los cuales no tuvieron mucho éxito. El último Looney Tune fue Bugged by A Bee de 1969, siendo Injun Trouble (del mismo año, perteneciente a la serie Merrie Melodies) la última caricatura realizada por el estudio original.
Las historias tratan de continuas enemistades y adversidades de los personajes en cada corto y episodio como Bugs Bunny contra el Pato Lucas, Piolín contra el Gato Silvestre, el Correcaminos contra el Coyote, Speedy Gonzales contra Lucas y Silvestre, Porky contra Lucas, Elmer, Sam Bigotes, Marvin y Taz contra Bugs y Lucas, Bugs contra Wile E. Coyote, Gossamer y la Bruja Hazel, como no la Abuelita contra Silvestre en muchas ocasiones también por defender a Piolin, Pepe Le Pew contra su atracción sexual y acosadora hacia Penelope Pussycat, el Gallo Claudio contra Perro George y Quique Gavilán y también los 3 contra Lucas y Silvestre. Esto representa las enemistades continuas de cada corto de Looney Tunes que suele ser un tema continuo y a la vez gracioso para el público. El que ha tenido mas de 100 apariciones ha sido Bugs Bunny superando a cualquiera de los otros personajes de Looney Tunes.

### Diferencias entre "Merrie Melodies"
En 1931, Warner Bros. había emprendido otra serie similar a Looney Tunes: Merrie Melodies. Al principio, los personajes recurrentes aparecían en los Looney Tunes, mientras que las Merrie Melodies tenían personajes e historias aisladas y la música era el ingrediente principal, además de ser filmadas en color a partir de 1934, mientras que los Looney Tunes aparecerían en color a partir de 1942 (los últimos cortos de la serie en blanco y negro fueron estrenados en 1943), y para entonces Merrie Melodies ya incorporaba en sus películas personajes que se habían hecho populares y los Looney Tunes ya no ocupaban únicamente personajes recurrentes. La única diferencia notable entre una serie y otra a esas alturas estribaba en los temas musicales empleados en la cabecera y en el cierre de los cortos; como ejemplo, las canciones utilizadas desde 1937 y 1964:
- Para los Looney Tunes, se empleaba una adaptación instrumental de Carl Stalling, Milt Franklyn y Bill Lava de la melodía principal de The Merry-Go-Round Broke Down (Rueda que rueda el carrusel para ella y para él), cuya letra era de Cliff Friend y Dave Franklin.

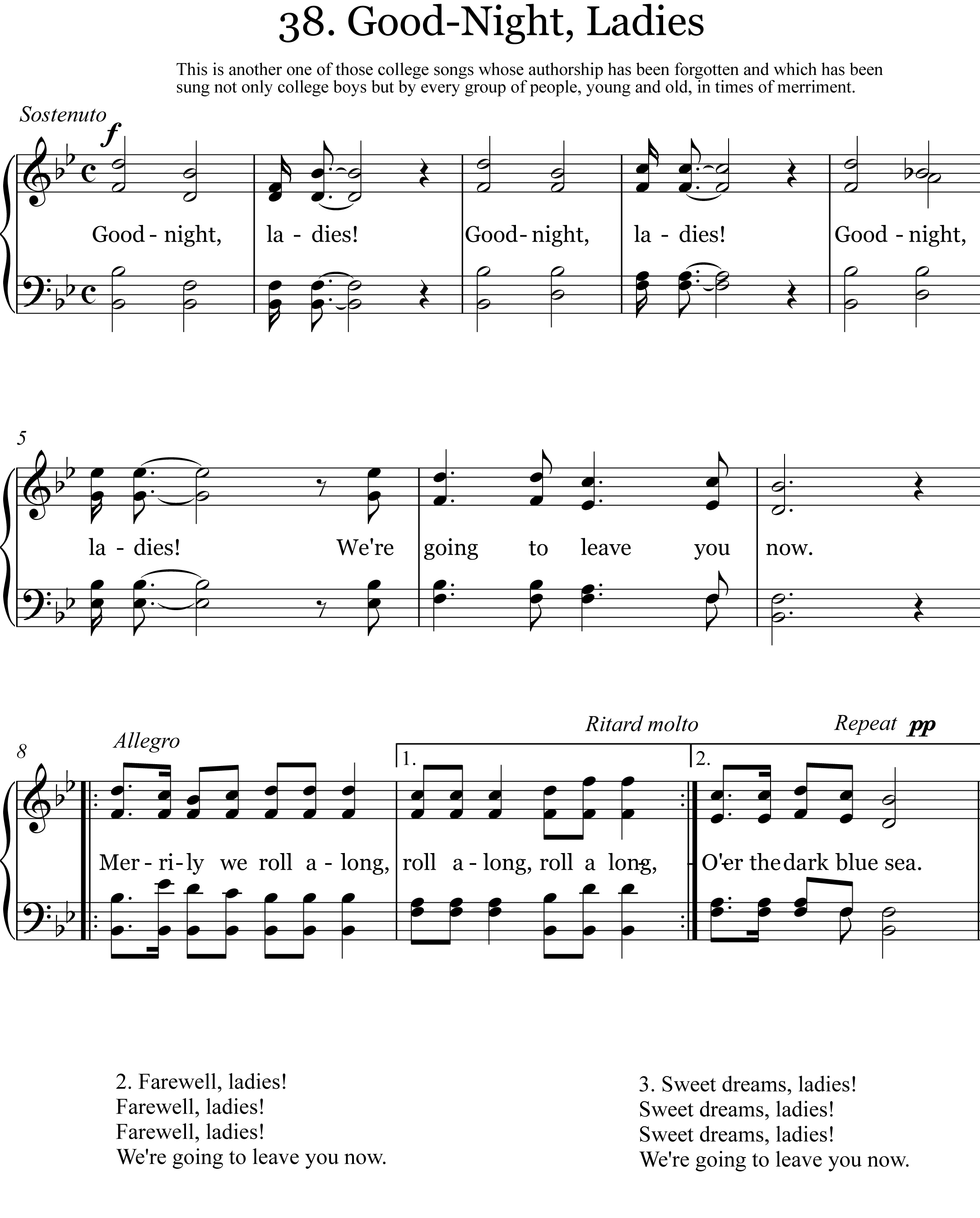
Partitura de Goodnight, Ladies.

- En las Merrie Melodies, se empleaba una adaptación de Bernard B. Brown, Norman Spencer y los tres músicos anteriores de Merrily We Roll Along, canción de Charles Tobias, Murray Mencher y Eddie Cantor que se basaba vagamente en la tradicional Goodnight, Ladies, que se había empleado en los minstrels y que a menudo se atribuye a E. P. Christy (Edwin Pearce Christy, 1815 - 1862), artista de ese campo.

Entre 1938 y 1946 los cortos de Looney Tunes terminaban con Porky saliendo de dentro de un bombo, rompiendo el parche, para decir «Th-th-th-that's all folks!» («¡Eso es to... eso es to... eso es todo, amigos!»). Las únicas excepciones de esa norma son el final de Hare Tonic (Chuck Jones, 1945) y el de Baseball Bugs (Friz Freleng, 1946), en los que esa función de Porky era asumida por Bugs Bunny.

### Los "Looney Tunes" en la televisión y la autocensura
La popularidad de Looney Tunes se acrecentó al empezar la redifusión de sus cortometrajes en la televisión, a mediados de los años 50.
Ya que con la televisión los niños tenían fácil acceso a los cortos, se harían remontajes, sobre todo en los años 70, en los que se eliminarían insinuaciones eróticas, caricaturas y estereotipos raciales (sobre todo de negros, asiáticos, judíos y amerindios, y la presentación de los alemanes, japoneses e italianos como villanos), vicios considerados reprobables (como fumar y la ingesta de alcohol o de pastillas), violencia extrema, suicidios y actos peligrosos que pudieran ser imitados por gente de corta edad.
Un puñado de cortometrajes de los Looney Tunes que datan de los 30 y 40 contenían estereotipos raciales muy prominentes como para poder reeditar, con 11 cortos siendo retirados desde 1968. Este grupo de películas se conoce como Censored Eleven. Los aficionados pidieron tener acceso a ellas, pero durante casi 42 años se impidió, siendo accesibles únicamente en copias de video "bootleg" al pasar al dominio público. En mayo del 2010, se exhibieron algunos cortos de la lista, y ante la acogida que tuvieron, Warner Bros. anunció que en el 2011 se publicaría un DVD con todos los dibujos de la infame lista remasterizados. También fueron retirados, de manera no oficial, unos cortos que datan de la Segunda Guerra Mundial que dejaban en mal pie a los japoneses, alemanes, y en menor medida a los italianos.
En 1999, todos los cortos de Speedy González se habían retirado del mercado por considerarse que estereotipaban a los mexicanos. Dado que el estereotipo era más leve y teniendo en cuenta los alegatos de la comunidad latina de Estados Unidos, que decía no sentirse ofendida y que de hecho recordaba con cariño a Speedy, se volvieron a transmitir los cortos por televisión desde el 2002.
En 1963, Looney Tunes estrena su otro cortometraje, The Knighty Duck Dodgers.
El 11 de octubre de 1960 se lanza el piloto de The Bugs Bunny Show, serie transmitida por la cadena de televisión ABC hasta 1975, después se transmitiría en la cadena CBS hasta 1985, donde volvería a transmitirse por ABC hasta el año 2000. También se transmitieron los Looney Tunes y Merrie Melodies por Nickelondeon de los Estados Unidos a finales de la década de 1980 y la década de 1990.

### 1970 en adelante
En los años 90, Van Partible y Michael Jelenic realizaron nuevas animaciones, tanto para cine como para televisión Cartoon Network, usando a la vez algunos de los dibujos clásicos como parte del argumento. En 1999 corto da serie Mike, Lu y Og se formó "Warner Bros. Classic Animation" con este objetivo. Durante los 90 se realizaron algunos nuevos cortometrajes para cine con los personajes clásicos, así como las series Los misterios de Silvestre y Piolín y Taz-Mania. Bugs Bunny y compañía también aparecieron de manera recurrente en la serie Tiny Toons como maestros de una nueva generación de personajes incluyendo a Buster Bunny y Babs Bunny, muy similares a Bugs, e hicieron cameos en Animaniacs.
En 1996 se estrenó un largometraje llamado Space Jam, mixto de imagen real y de animación, con muchos de los personajes populares de la serie, con Michael Jordan y con la presentación al público del personaje Lola Bunny. El 3 de junio de 2001 estrenó Baby Looney Tunes, serie que mostraba a los personajes como bebés.
En 2003, se estrenó Looney Tunes: Back in Action, otro largometraje mixto del que se decía que pretendía recuperar el espíritu de los cortos originales, pero tuvo mala taquilla; según dicen, una razón importante de ese fracaso comercial fue la circunstancia del momento: la tensión social por la Guerra de Irak, así como la menguante popularidad de la animación tradicional, ya superada por la animación generada por computadora.
Ese año también estrenó Duck Dodgers, serie basada en un corto del Pato Lucas producido en 1953. En el 2005 comenzó la serie Loonatics Unleashed, que trataba el tema clásico del impacto del meteorito, con las consiguientes mutaciones en vida de los personajes.
En 2010 estrenó una serie de cortometrajes para cine en animación digital y en 3D con el Coyote y el Correcaminos. Entre 2011 y 2013 se emitió El Show de los Looney Tunes, serie que colocó a los clásicos personajes en un ambiente moderno. En 2015 estrenó New Looney Tunes, serie que intenta recapturar el tono de los cortos clásicos. En 2020, se estrenó Looney Tunes Cartoons, nueva serie moderna, disponible en la plataforma de streaming HBO Max.

## En Hispanoamérica
Originalmente los Looney Tunes, al igual que la gran mayoría de las películas de la época, fueron exhibidos en los cines con subtítulos (excepto los proyectados en la segunda mitad de los años 60, al ser emitidos paralelamente por televisión también fueron exhibidos con el doblaje). A fines de los años 50 comenzaron a doblar los cortometrajes para televisión, al notarse que cada vez eran más populares entre los niños. Los primeros doblajes, estaban encabezados por Jorge Arvizu, que dobló los dibujos propiedad de la AAP, mientras que el otro elenco (el más recordado en la actualidad) fue encabezado por Juan José Hurtado y utilizado por Warner Bros. Television, aunque variaría con los años. Se originó algo de controversia en 1994 por el redoblaje de los cortos anteriores a 1948, redoblaje que después se extendería a la mayoría de los cortos, sin razón aparente.
Se hizo un redoblaje para España en 1999, antes de esto, los cortos compartían las voces dobladas en México.
Si bien gran parte de los cortometrajes obtuvieron doblajes para Latinoamérica, hay algunos más recientes que no se suelen ver muy seguido en Televisión (como Cartoon Network o Tooncast) o simplemente no fueron doblados para países hispanohablantes. Tal fue el caso de tres cortos: "Box-Office Bunny", "(Blooper) Bunny" e "Invasion of the Bunny Snatchers".
El primero fue llevado a los cines antes de The Neverending Story II: The Next Chapter y como una característica especial en el DVD de "La Loca Película del Conejo de la Suerte" (The Looney Looney Looney Bugs Bunny Movie). Doblado en 1992 bajo la dirección de Francisco Colmenero y participación del anteriormente mencionado (Pato Lucas e Insertos) junto con Alfonso Obregón (Bugs Bunny) y Herman López (Elmer Gruñon). A pesar de lo anteriormente mencionado, este corto lo transmiten con frecuencia en Tooncast y Boomerang con doblaje ibérico (doblado en España).
El segundo fue un especial (perteneciendo a la serie de "Fantasías animadas de ayer y hoy") producido en 1991 conmemorando el aniversario 51 (1/2) de Bugs Bunny. El corto nunca fue lanzado en ese año, hasta que se estrenó el 13 de julio de 1997 por Cartoon Network en los Estados Unidos. Este no tuvo un doblaje oficial, pero Warner Bros. lo incluyó en sus posteriores compilaciones de cortometrajes animados para DVD, en los que solamente les agregaron subtítulos.
El tercero es un corto de 12 min. que, tanto en trama como en nombre, hace una parodia de Invasion of the Body Snatchers. Fue producido en 1992 y se iba a estrenar en cines, pero solamente se estrenó en los Estados Unidos a través de Cartoon Network como parte del especial: "Bugs Bunny Creature Features" el 25 de agosto del mismo año. Warner Bros. no ha hecho versiones oficiales de doblaje para Latinoamérica, por lo que es considerado algunos como unos de los pocos cortos de Looney Tunes en no ser doblado.

## Personajes

### Personajes Anteriores
| Personaje | Año       | Creador                  |
| --------- | --------- | ------------------------ |
| Bosko     | 1929-1933 | Hugh Harman y Rudy Ising |
| Buddy     | 1933-1935 | Tom Palmer               |
| Beans     | 1935-1936 | Friz Freleng             |
| Sniffles  | 1939-1946 | Chuck Jones              |
| Inki      | 1939-1950 | Chuck Jones              |
| Cool Cat  | 1967-1969 | Alex Lovy                |

### Personajes Principales
| Personaje          | Año       | Prototipo       | Creador                        | Rediseñado      | Observación |
| ------------------ | --------- | --------------- | ------------------------------ | --------------- | --- |
| Porky              | 1935      |                 | Friz Freleng                   |                 | |
| Pato Lucas         | 1937      |                 | Tex Avery                      |                 | |
| Abuelita           | 1950      |                 | Tex Avery                      | Friz Freleng    | |
| Egghead            | 1937      |                 | Tex Avery                      |                 | Actualmente este aparece muy poco como cameo en los Looney Tunes                                                                          |
| Bugs Bunny         | 1940      |                 | Tex Avery                      |                 | |
| Elmer Gruñón       | 1940      |                 | Chuck Jones                    |                 | |
| Cecilio Tortuga    | 1941      |                 | Tex Avery                      |                 | |
| Perro Charlie      | 1941      | Bob Clampett    | Chuck Jones                    |                 | |
| Piolín             | 1942      |                 | Robert Clampett                | Friz Freleng    | |
| Héctor el bulldog  | 1942      |                 |                                |                 | |
| Quique Gavilán     | 1942      |                 | Chuck Jones y Tedd Pierce      | Robert McKimson | |
| Beaky Buzzard      | 1942      |                 | Robert Clampett                |                 | |
| Sam Bigotes        | 1945      |                 | Friz Freleng                   |                 | |
| Pepé Le Pew        | 1945      |                 | Chuck Jones                    |                 | |
| Gallo Claudio      | 1946      |                 | Robert McKimson                |                 | |
| Perro George       | 1946      |                 | Robert McKimson                |                 | |
| Gossamer           | 1946      |                 | Chuck Jones y Michael Maltese  |                 | |
| Silvestre          | 1946-1947 | Chuck Jones     | Friz Freleng                   |                 | |
| Marvin el Marciano | 1948      |                 | Chuck Jones                    |                 | |
| Penelope Pussycat  | 1949      |                 | Chuck Jones                    |                 | |
| El Coyote          | 1949      |                 | Chuck Jones                    |                 | |
| El Correcaminos    | 1949      |                 | Chuck Jones                    |                 | |
| Silvestre Jr.      | 1950      |                 | Robert McKimson                |                 | |
| Pata Melisa        | 1950      |                 | Chuck Jones                    |                 | |
| Speedy Gonzalez    | 1953      | Robert McKimson | Robert McKimson                | Friz Freleng    | |
| Taz                | 1954      |                 | Robert McKimson                |                 | |
| Bruja Hazel        | 1954      |                 | Chuck Jones                    |                 | |
| Lola Bunny         | 1996      |                 | Leo Benvenuti y Steve Rudnick) |                 | aparece solo en la película, así como en objetos promocionales, en la serie The Looney Tunes Show de 2010 y en la serie Baby Looney Tunes |

### Looney Tunes 3D: Las Aventuras Cortas
- Lumber Jack Rabbit
- La Caída del Coyote (con El Coyote y el Correcaminos)
- Fur of Flying (con El Coyote y el Correcaminos)
- Rabid rider (con El Coyote y el Correcaminos)
- I tawt I taw a puddy tat (con Piolín, El gato Silvestre y Abuelita)
- Daffy Rhapsody (con Pato Lucas y Elmer Gruñón)